# Zaporożskoje
Zaporożskoje (ros. Запорожское) – osiedle w Rosji, w obwodzie leningardzkim, w rejonie prioziorskim. W 2010 liczyło 2205 mieszkańców.